# The Loud Tour
Tournées par Rihanna
Last Girl on Earth Tour
(2010–11) Diamonds World Tour
(2013)
The Loud Tour est la troisième tournée mondiale de la chanteuse barbadienne Rihanna. Elle a traversé l'Amérique du Nord, l'Amérique du Sud et l'Europe entre le 4 juin 2011 et le 22 décembre 2011

## Présentation
Dès le 4 juin 2011, Rihanna lance une série de concerts à travers le monde, pour promouvoir son album Loud. L'album rencontra un grand succès, en particulier dans les pays européens.
Cee-Lo Green, J. Cole et B.o.B s'occuperont des premières parties de la tournée de la chanteuse aux États-Unis et au Canada.
Rihanna donna 3 concerts en France. Le premier à Lyon, le 19 octobre au Halle Tony Garnier et deux à Paris au Palais omnisports de Paris-Bercy, les 20 et 21 Octobre 2011. Calvin Harris a assuré sa première partie.
Un DVD du concert a été enregistré les 20, 21 et 22 décembre 2011 à Londres au The O2. Le DVD est sorti en format DVD et Blu Ray le 17 décembre 2012 sous le titre The Loud Tour : Live At The O2.

## Premières parties
- Cee-Lo Green (Amérique du Nord) (dates sélectionnées)
- J. Cole (Amérique du Nord) (dates sélectionnées)
- B.o.B (Amérique du Nord) (dates sélectionnées)
- Calvin Harris (UK, Belgique, France, Espagne, Pologne, Suisse, Allemagne et Suède)
- Tinie Tempah (accompagné de Pendulum et MC Verse et Santigold.) (Norvège et Finlande)
- Cover Drive (Barbade)

## Programme
(Video Introduction)
1. Only Girl (In The World)
2. Disturbia
3. Shut Up And Drive
4. Man Down

(Video Interlude)
1. Darling Nikki
2. S&M
3. Let Me
4. Skin

(Video Interlude)
1. Raining Men
2. Hard
3. Breakin' Dishes / The Glamorous Life
4. Medley: Run This Town / Live Your Life

(Video Interlude)
1. Unfaithful
2. Hate That I Love You
3. California King Bed

(Video Interlude avec Pon De Replay)
1. What's My Name?
2. Rude Boy
3. Cheers
4. Don't Stop The Music
5. Take A Bow

Encore:
1. Love The Way You Lie (Part II)
2. Umbrella
3. We Found Love (à partir du 13/11/11)

## Informations du Concert
Le concert commence avec une vidéo projetée de Rihanna arrivant avec une sorte de manteau de cuir noir. Celui-ci démarre sur le tube planétaire de son come-back : Only Girl (In The World). Elle porte un manteau bleu électrique très flash et des bottes roses/vertes/jaunes avec des néons. Lors de l'interprétation de S&M, Rihanna aborde la même tenue et la même mise en scène qu'avec Britney Spears lors de sa performance aux Billboard Music Awards. Lors de l'interprétation de Skin, Rihanna fait monter un ou une fan sur la scène et lui fait un lap dance. Lors de l'interprétation de  Don't Stop The Music, Rihanna traverse la foule pour être au plus proche de ses fans. Lors de l'interprétation de Love The Way You Lie (Part II), Rihanna est sur un piano qui monte dans les airs. Il s'ensuit Umbrella. À partir du 13 novembre, date de sortie de son second single You Da One, Rihanna ajoute à sa liste de chanson pour sa tournée We Found Love, qui devient la chanson finale du Loud Tour de la chanteuse.

## Dates et lieux des concerts

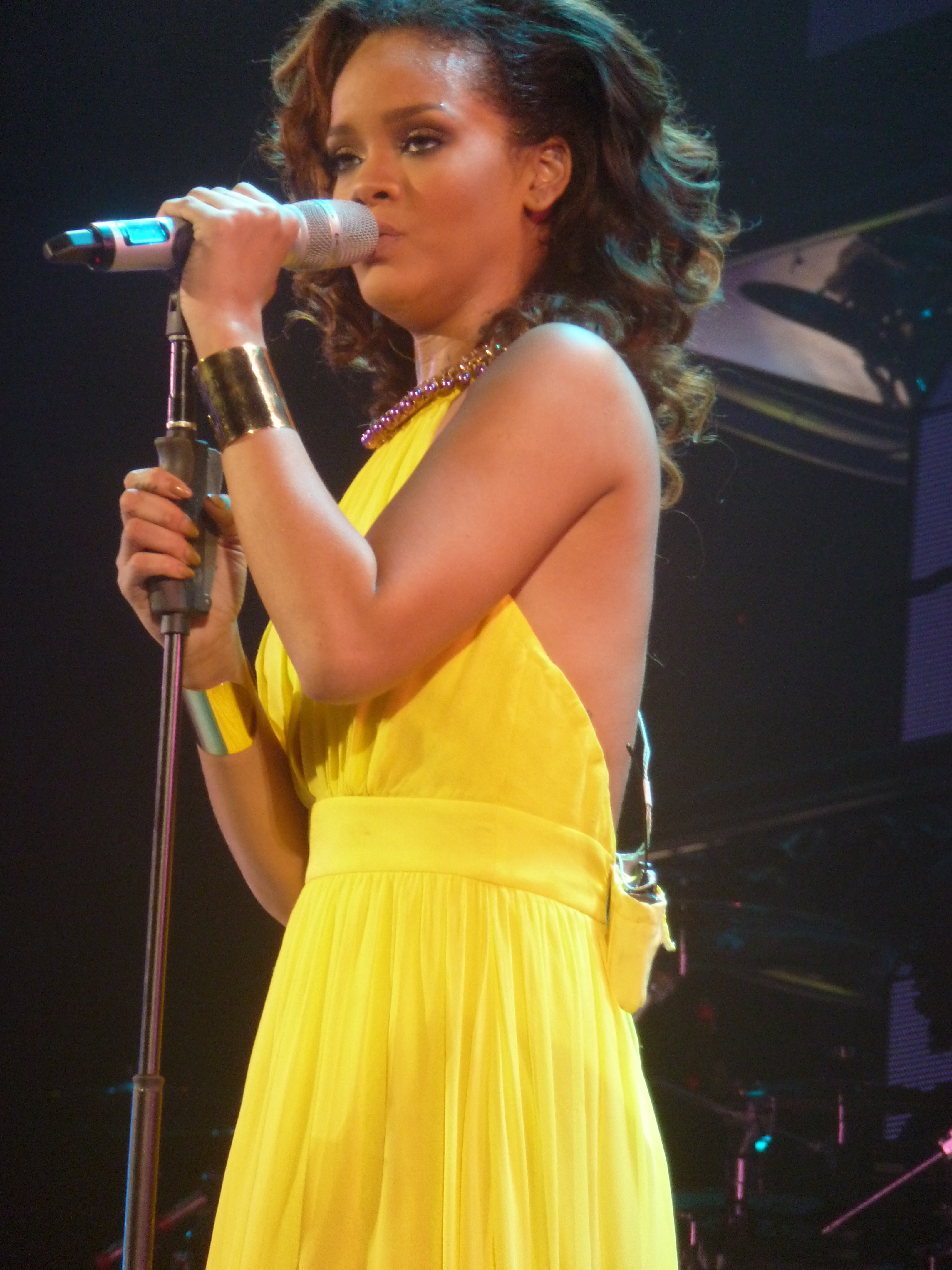
Rihanna en concert à Paris.

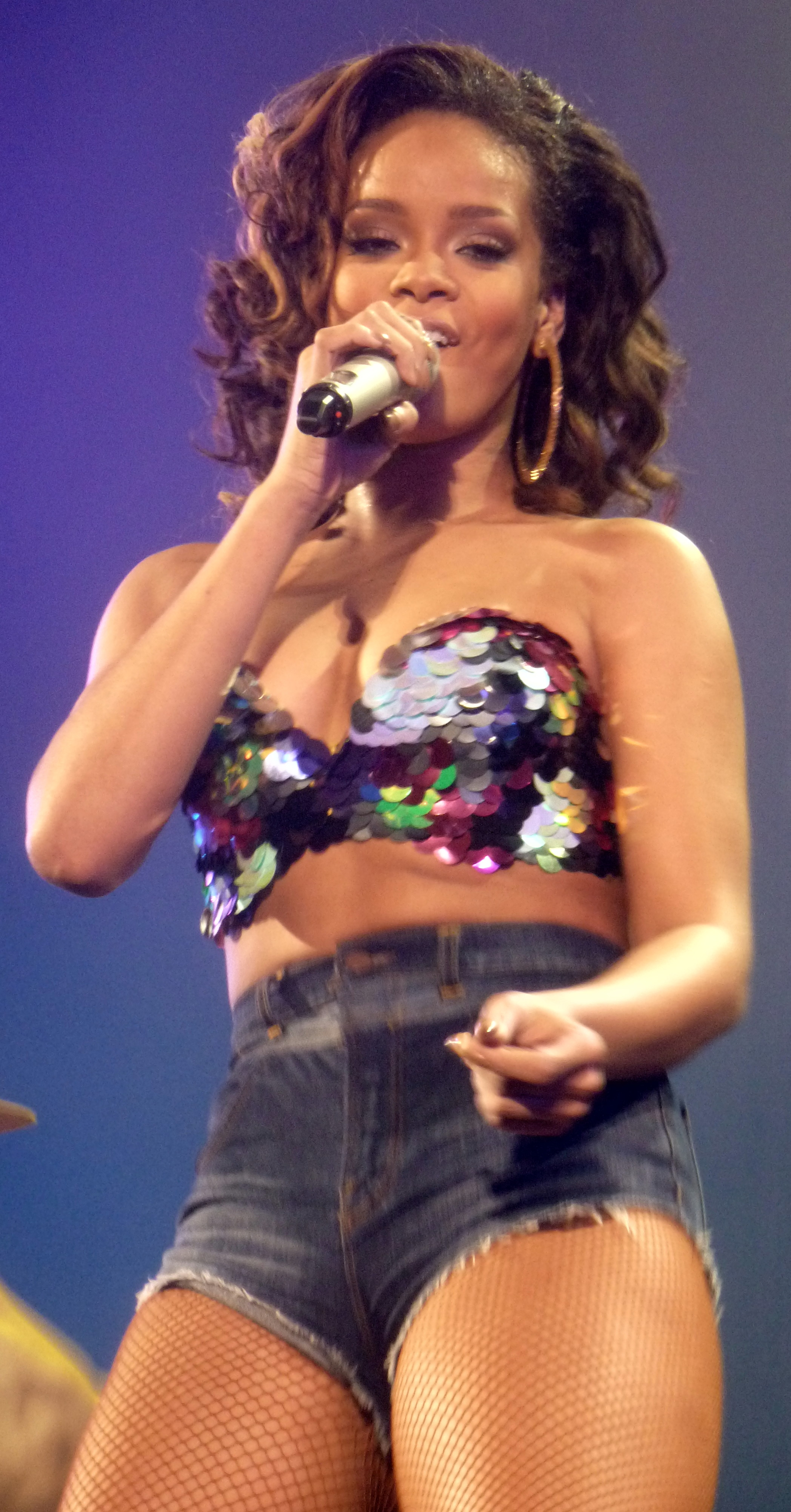
Rihanna en concert au Palais Omnisports de Paris.

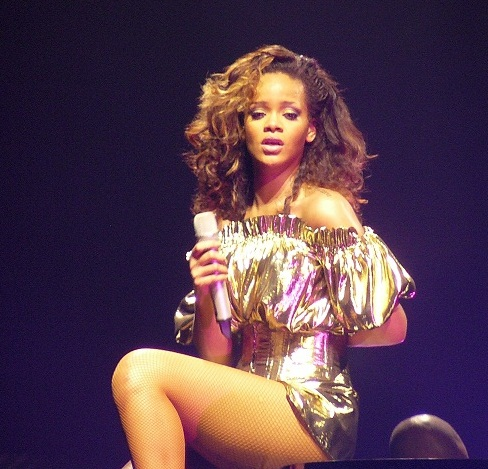
Rihanna en concert à Belfast

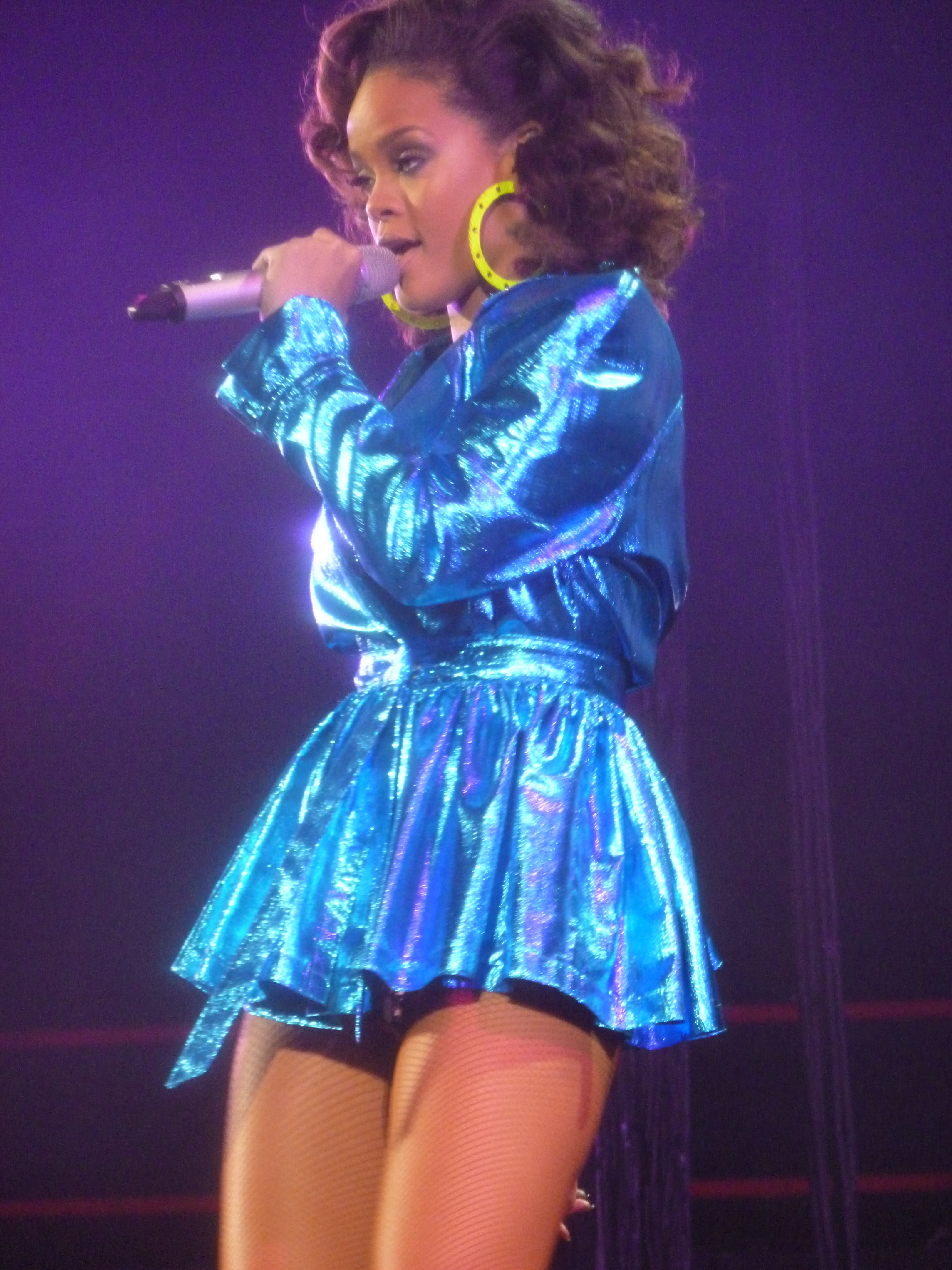
Rihanna en concert en Floride.

| Date              | Ville                 | Pays               | Salle                                |
| ----------------- | --------------------- | ------------------ | ------------------------------------ |
| Amérique du Nord  |                       |                    |                                      |
| 4 juin 2011       | Baltimore             | États-Unis         | 1st Mariner Arena                    |
| 6 juin 2011       | Toronto               | Canada             | Air Canada Centre                    |
| 7 juin 2011       | Toronto               | Canada             | Air Canada Centre                    |
| 8 juin 2011       | Ottawa                | Canada             | Scotiabank Place                     |
| 10 juin 2011      | Montréal              | Canada             | Centre Bell                          |
| 11 juin 2011      | Montréal              | Canada             | Centre Bell                          |
| 14 juin 2011      | Détroit               | États-Unis         | The Palace of Auburn Hills           |
| 15 juin 2011      | Chicago               | États-Unis         | United Centre                        |
| 16 juin 2011      | Minneapolis           | États-Unis         | Target Center                        |
| 18 juin 2011      | Winnipeg              | Canada             | MTS Centre                           |
| 19 juin 2011      | Saskatoon             | Canada             | Credit Union Centre                  |
| 21 juin 2011      | Calgary               | Canada             | Scotiabank Saddledome                |
| 22 juin 2011      | Edmonton              | Canada             | Rexall Place                         |
| 24 juin 2011      | Vancouver             | Canada             | Rogers Arena                         |
| 25 juin 2011      | Vancouver             | Canada             | Rogers Arena                         |
| 28 juin 2011      | Los Angeles           | États-Unis         | Staples Center                       |
| 29 juin 2011      | Anaheim               | États-Unis         | Honda Center                         |
| 30 juin 2011      | Oakland               | États-Unis         | Oracle Arena                         |
| 2 juillet 2011    | Las Vegas             | États-Unis         | Mandalay Bay Events Center           |
| 4 juillet 2011    | Albuquerque           | États-Unis         | Hard Rock Hotel & Casino Albuquerque |
| 8 juillet 2011    | Dallas                | États-Unis         | American Airlines Center             |
| 9 juillet 2011    | Houston               | États-Unis         | Toyota Center                        |
| 11 juillet 2011   | Birmingham            | États-Unis         | BJCC Arena                           |
| 12 juillet 2011   | Atlanta               | États-Unis         | Chastain Park Amphitheatre           |
| 14 juillet 2011   | Sunrise               | États-Unis         | BankAtlantic Center                  |
| 16 juillet 2011   | Greensboro            | États-Unis         | Greensboro Coliseum Complex          |
| 17 juillet 2011   | Atlantic City         | États-Unis         | Borgata Event Center                 |
| 19 juillet 2011   | Philadelphie          | États-Unis         | Wells Fargo Centre                   |
| 21 juillet 2011   | East Rutherford       | États-Unis         | Izod Center                          |
| 22 juillet 2011   | Uncasville            | États-Unis         | Mohegan Sun Arena                    |
| 23 juillet 2011   | Uniondale             | États-Unis         | Nassau Coliseum                      |
| 24 juillet 2011   | Boston                | États-Unis         | TD Garden                            |
| 5 août 2011       | Bridgetown            | Barbade            | Kensington Cricket Oval              |
| Europe            |                       |                    |                                      |
| 15 août 2011      | Helsinki              | Finlande           | On The Beach (Festival)              |
| 17 août 2011      | Bergen                | Norvège            | Koengen (Festival)                   |
| 18 août 2011      | Bergen                | Norvège            | Koengen (Festival)                   |
| 20 août 2011      | Weston-super-Mare     | Royaume-Uni        | Weston Park (Festival)               |
| 21 août 2011      | Chelmsford            | Royaume-Uni        | Hylands Park (Festival)              |
| Amérique du Sud   |                       |                    |                                      |
| 17 septembre 2011 | São Paulo             | Brésil             | Anhembi Convention Center            |
| 18 septembre 2011 | Belo Horizonte        | Brésil             | Mineirinho                           |
| 21 septembre 2011 | Brasília              | Brésil             | Nilson Nelson Gymnasium              |
| 23 septembre 2011 | Rio de Janeiro        | Brésil             | Rock In Rio (Festival)               |
| Europe            |                       |                    |                                      |
| 29 septembre 2011 | Belfast               | Royaume-Uni        | Belfast Odyssey Arena                |
| 30 septembre 2011 | Belfast               | Royaume-Uni        | Belfast Odyssey Arena                |
| 1er octobre 2011  | Belfast               | Royaume-Uni        | Belfast Odyssey Arena                |
| 3 octobre 2011    | Dublin                | Irlande            | The O2                               |
| 5 octobre 2011    | Londres               | Royaume-Uni        | The O2                               |
| 6 octobre 2011    | Londres               | Royaume-Uni        | The O2                               |
| 7 octobre 2011    | Liverpool             | Royaume-Uni        | Echo Arena                           |
| 9 octobre 2011    | Manchester            | Royaume-Uni        | Manchester Arena                     |
| 10 octobre 2011   | Glasgow               | Royaume-Uni        | Scottish Exhibition                  |
| 11 octobre 2011   | Glasgow               | Royaume-Uni        | Scottish Exhibition                  |
| 13 octobre 2011   | Londres               | Royaume-Uni        | The O2                               |
| 15 octobre 2011   | Birmingham            | Royaume-Uni        | LG Arena                             |
| 16 octobre 2011   | Newcastle             | Royaume-Uni        | Metro Radio Arena                    |
| 19 octobre 2011   | Lyon                  | France             | Halle Tony Garnier                   |
| 20 octobre 2011   | Paris                 | France             | Palais Omnisports de Paris-Bercy     |
| 21 octobre 2011   | Paris                 | France             | Palais Omnisports de Paris-Bercy     |
| 22 octobre 2011   | Anvers                | Belgique           | Sportpaleis                          |
| 25 octobre 2011   | Munich                | Allemagne          | Olympiahalle                         |
| 26 octobre 2011   | Francfort-sur-le-Main | Allemagne          | Festhalle Frankfurt                  |
| 28 octobre 2011   | Herning               | Danemark           | Jyske Bank Boxen                     |
| 30 octobre 2011   | Oslo                  | Norvège            | Oslo Spektrum                        |
| 1er novembre 2011 | Stockholm             | Suède              | Ericsson Globe                       |
| 4 novembre 2011   | Hanovre               | Allemagne          | TUI Arena                            |
| 5 novembre 2011   | Leipzig               | Allemagne          | Arena Leipzig                        |
| 7 novembre 2011   | Zurich                | Suisse             | Hallenstadion                        |
| 8 novembre 2011   | Cologne               | Allemagne          | Lanxess Arena                        |
| 9 novembre 2011   | Arnhem                | Pays-Bas           | Gelredome                            |
| 11 novembre 2011  | Anvers                | Belgique           | Sportpaleis                          |
| 13 novembre 2011  | Londres               | Royaume-Uni        | The O2                               |
| 14 novembre 2011  | Londres               | Royaume-Uni        | The O2                               |
| 15 novembre 2011  | Londres               | Royaume-Uni        | The O2                               |
| 18 novembre 2011  | Birmingham            | Royaume-Uni        | LG Arena                             |
| 19 novembre 2011  | Sheffield             | Royaume-Uni        | Motorpoint Arena Sheffield           |
| 21 novembre 2011  | Manchester            | Royaume-Uni        | Manchester Arena                     |
| 22 novembre 2011  | Nottingham            | Royaume-Uni        | Trent FM Arena Nottingham            |
| 23 novembre 2011  | Glasgow               | Royaume-Uni        | Scottish Exhibition                  |
| 25 novembre 2011  | Dublin                | Irlande            | The O2                               |
| 27 novembre 2011  | Newcastle             | Royaume-Uni        | Metro Radio Arena                    |
| 28 novembre 2011  | Manchester            | Royaume-Uni        | Manchester Arena                     |
| 29 novembre 2011  | Birmingham            | Royaume-Uni        | National Indoor Arena                |
| 1er décembre 2011 | Londres               | Royaume-Uni        | The O2                               |
| 2 décembre 2011   | Manchester            | Royaume-Uni        | Manchester Arena                     |
| 4 décembre 2011   | Hambourg              | Allemagne          | O2 World Hamburg                     |
| 6 décembre 2011   | Lodz                  | Pologne            | Atlas Arena                          |
| 7 décembre 2011   | Prague                | République tchèque | O2 Arena                             |
| 8 décembre 2011   | Budapest              | Hongrie            | Papp László Budapest Sportaréna      |
| 10 décembre 2011  | Zurich                | Suisse             | Hallenstadion                        |
| 11 décembre 2011  | Turin                 | Italie             | PalaOlimpico                         |
| 12 décembre 2011  | Milan                 | Italie             | Mediolanum Forum                     |
| 14 décembre 2011  | Barcelone             | Espagne            | Palau Sant Jordi                     |
| 15 décembre 2011  | Madrid                | Espagne            | Palacio de Deportes                  |
| 17 décembre 2011  | Lisbonne              | Portugal           | Pavilhão Atlântico                   |
| 20 décembre 2011  | Londres               | Royaume-Uni        | The O2                               |
| 21 décembre 2011  | Londres               | Royaume-Uni        | The O2                               |
| 22 décembre 2011  | Londres               | Royaume-Uni        | The O2                               |

Concerts annulés:
| Date            | Ville     | Pays  | Salle          | Raison  |
| --------------- | --------- | ----- | -------------- | ------- |
| 31 octobre 2011 | Malmö     | Suède | Malmö Arena    | Maladie |
| 2 novembre 2011 | Stockholm | Suède | Ericsson Globe | Maladie |